# CD3G
CD3G (англ. CD3g molecule) – білок, який кодується однойменним геном, розташованим у людей на короткому плечі 11-ї хромосоми. Довжина поліпептидного ланцюга білка становить 182 амінокислот, а молекулярна маса — 20 469.
| 10         |  | 20         |  | 30         |  | 40         |  | 50         |
| ---------- |  | ---------- |  | ---------- |  | ---------- |  | ---------- |
| MEQGKGLAVL |  | ILAIILLQGT |  | LAQSIKGNHL |  | VKVYDYQEDG |  | SVLLTCDAEA |
| KNITWFKDGK |  | MIGFLTEDKK |  | KWNLGSNAKD |  | PRGMYQCKGS |  | QNKSKPLQVY |
| YRMCQNCIEL |  | NAATISGFLF |  | AEIVSIFVLA |  | VGVYFIAGQD |  | GVRQSRASDK |
| QTLLPNDQLY |  | QPLKDREDDQ |  | YSHLQGNQLR |  | RN         |  |            |

A: Аланін

C: Цистеїн

D: Аспарагінова кислота

E: Глутамінова кислота

F: Фенілаланін

G: Гліцин

H: Гістидин

I: Ізолейцин

K: Лізин

L: Лейцин

M: Метіонін

N: Аспарагін

P: Пролін

Q: Глутамін

R: Аргінін

S: Серин

T: Треонін

V: Валін

W: Триптофан

Кодований геном білок за функціями належить до рецепторів, фосфопротеїнів. 
Локалізований у мембрані.